# Оскар Улиг
Оскар Улиг био је немачки клизач у уметничком клизању. Познат је по томе што је био први човек који је освојио злато на Европском првенству у уметничком клизању.